# 覗く女 (映画)
『覗く女』（Malicious）は、1995年のアメリカ合衆国の映画。一度の性行為から女に執拗に付きまとわれるようになった野球選手を描いたエロティック・スリラー作品で、境界性パーソナリティ障害を扱ったことでも知られる。主演はモリー・リングウォルドとパトリック・マッゴウ。
日本では劇場未公開だが、ソフト発売が行われた。

## ストーリー
野球選手としての将来が期待されている大学生のダグは、メリッサという女性と性交渉をする。
メリッサは、自分の受けている授業とも関連があったから、顔を合わせる機会はあったものの、ダグにはローラという女友達がいたため、これ以上関係が深まることを良しとしていなかった。
すると、メリッサはダグに付きまとうようになった。

## キャスト
※括弧内は日本語吹替
- メリッサ・ネルソン: モリー・リングウォルド（島本須美）
- ダグ・ゴードン: パトリック・マッゴウ（平田広明）
- ローラ: サラ・ラセズ（岡本麻弥）
- アール・プロンジーニ刑事: ジョン・ヴァーノン（筈見純）
- 母親: ミミ・カジク（久保田民絵）
- リッチ: リック・ヘンリックソン（大川透）
- コーチ: スティーヴン・E・ミラー（辻親八）
- レッシャー: ジョー・マッフェイ（宝亀克寿）
- ミッチェル・ジェームズ: マイケル・ライアン（田中正彦）
- 刑事: ジェリー・ワッサーマン（伊藤和晃）
  - その他吹替: 星野充昭、麻丘夏未、田中敦子、島香裕

## スタッフ
- 監督: イアン・コーソン
- 製作: ロバート・ヴィンス（英語版）、ウィリアム・ヴィンス（英語版）
- 製作総指揮: マイケル・ストレンジ
- 脚本: ジョージ・サウンダース
- 撮影: マイケル・スロヴィス（英語版）
- 音楽: グレーム・コールマン

日本語版
- 演出：高橋剛
- 翻訳：小川裕子
- 調整: 荒井孝
- 配給：ギャガ
- 担当：河村常平
- プロデューサー：甲斐真樹、伊戸塚聡
- 制作：タキコーポレーション、東北新社